# Kang Seong-jin
Kang Seong-jin (en coreano: 강성진; Seúl, 26 de marzo de 2003) es un futbolista surcoreano que juega en la demarcación de centrocampista para el F. C. Seoul de la K League 1.

## Selección nacional
Hizo su debut con la selección absoluta de Corea del Sur el 20 de julio de 2022 contra China en un partido del Campeonato de Fútbol de Asia Oriental de 2022 que finalizó con un resultado de 0-3 a favor del combinado surcoreano tras los goles de Cho Gue-sung, Kwon Chang-hoon y un autogol de Zhu Chenjie.

## Clubes
| Club        | País          | Año   | Partidos | Goles |
| ----------- | ------------- | ----- | -------- | ----- |
| F. C. Seoul | Corea del Sur | 2021- | 86       | 8     |